# بيوتر بوروفسكي
بيوتر فوكيتش بوروفسكي (1863–1932) (بالروسية: Пётр Фокич Боровский) طبيب عسكري روسي وسوفيتي، من رواد تنظيم الخدمات الصحية في أوزبكستان.

## سيرته
- ولد في بلدة بوغار منطقة ستارودوبسكي في محافظة تشيرنيغوف (أوكرانيا الحالية) في 27 مايو (وفق التقويم اليولياني)، أي 8 يونيو 1863.
- تخرج من الأكاديمية الطبية العسكرية في سانت بطرسبورغ في سنة 1887، وتم تعيينه رئيساً لشعبة الجراحة في المشفى العسكري في طشقند سنة 1892.
- من مؤسسي كلية الطب بجامعة طشقند في سنة 1920، والتي تحولت في 1935 إلى معهد طشقند الطبي.
- رئيس قسم الجراحة المشفوية منذ 1920، وأستاذ في معهد طشقند الطبي.
- من رواد تنظيم الخدمات الصحية في أوزبكستان، وله مساهمات في تطوير العلوم الطبية.
- توفي في طشقند في 15 ديسمبر 1932. في طشقند أعطي اسمه لمشفى عسكري وللمعهد المتوسط الطبي والشارع الذي يقع المعهد فيه.

## إنجازاته
- نشر أول وصف دقيق وصحيح لمسبب داء الليشمانيات الجلدي في المجلة الطبية العسكرية (روسيا) في 1898، وأول من نسب هذا المسبب إلى الأوالي، ولكن لم يتم الاعتراف بأولويته دولياً حتى 1932.
- اقترح طريقة جديدة لخياطة جروح المثانة.

## مؤلفاته
- مساهمة في دراسة سل العظام والمفاصل، سانت بطرسبورغ، 1891 (أطروحة)
- حول قرحة سارت، المجلة الطبية العسكرية، 1898، المجلد 195، ص. 925